# Rehana Maryam Noor
Rehana Maryam Noor (bengalisch: রেহানা মরিয়ম নূর) ist ein bangladeschischer Spielfilm  des Regisseurs Abdullah Mohammad Saad von 2021, der bei den Filmfestspielen von Cannes 2021 in der Reihe Un Certain Regard gezeigt wurde. Der Film ist damit das zweite Werk aus Bangladesch, das bei den Filmfestspielen zur Aufführung kam. Der Film wurde in der Folge noch bei mehreren anderen Filmfestivals gezeigt und erhielt unter anderem den Preis für die beste Schauspielerin bei den Asia Pacific Screen Awards.

## Handlung
Der Film greift das schwierige Thema von sexuellen Übergriffen an Universitäten auf. Die Protagonistin Rehana ist an einer medizinischen Fakultät als Assistenzprofessorin tätig und wird Zeugin eines solchen sexuellen Übergriffs. Sie kennst sowohl den Täter, als auch das Opfer. Beide möchten aus unterschiedlichen Gründen nicht, dass der Vorfall öffentlich gemacht und verfolgt wird. Rehana entscheidet sich dazu, den Täter selbst anzuzeigen und dabei in Hinblick auf das Opfer zu lügen. In einem parallelen Handlungsstrang spiegeln sich die Dynamiken. So erlebte die Tochter von Rehana körperliche Gewalt durch einen Mitschüler und setzt sich körperlich dagegen zur Wehr. Ihr wird dafür mit dem Rauswurf aus der Schule gedroht und Rehana wird als Frau mit zu großem Ego bezeichnet, weil sie ihre Tochter verteidigt.  
Der Film beleuchtet auf diesem Hintergrund die komplexe Lebenssituation einer arbeitenden Frau in Bangladesch, die sich den vielfältigen Anforderungen als Lehrende, Ärztin, Mutter, Schwester und Tochter ausgesetzt sieht.

## Stil
Der Film kommt ohne musikalische Untermalung oder Begleitung aus. Fast alle Aufnahmen wurden mit einer Handkamera und unter Verwendung eines Blaufilters gefilmt. Letzteres trägt dazu bei die Atmosphäre des Films bedrückend wirken zu lassen und die Isolation der Hauptfigur Rehana zu unterstreichen.

## Rezeption
Der Film erhielt allgemein positive Kritiken, insbesondere die schauspielerische Leistung von Azmeri Haque Badhon wird gelobt. So befindet Richard Kuipers in Variety, ihr Auftritt sei extrem stark, während Brian Tallerico von RogerEbert.com ihr bescheinigt, sie sei das starke emotionale Zentrum des Films. Auch Panos Kotzathanasis ist der Ansicht, dass insbesondere die Art, wie Azmeri Haque Badhon den Druck unter dem sie steht darstellt und deutlich macht, dass sie innerlich am kochen ist, während sie nach außen eine ruhige Fassade zeigt, eine herausragende schauspielerische Leistung ist. Er ist der Ansicht, der Film wäre einer der besten Filme des Jahres, da er pointiert realistische und pragmatische Züge hat, aber auch Anteile eines Thrillers. Jonathan Romney von ScreenDaily sieht den Film als von kompromissloser formaler Strenge geprägt und auf diesem Hintergrund möglicherweise schwer verkäuflich, meint aber das Thema das Films mit seinem Kampf zwischen Kompromiss und Korruption gegen ethischen Idealismus käme genau zum richtigen Zeitpunkt und würde die laufenden Gesellschaftlichen Diskurse treffen.